# Fredag den 13.
 For alternative betydninger, se Fredag den 13. (flertydig). (Se også artikler, som begynder med Fredag den 13.)
Fredag den 13. er en dag, der i mange kulturers overtro forbindes med uheld.

Det var fredag den 13. november 1002, at angelsakserne igangsatte en massakre med det formål at dræbe alle danskere i England - den såkaldte Sankt Brices dag massakre. Også den danske kong Sven Tveskægs søster Gunhild blev henrettet i den etniske udryddelse. Folkemordet på danskerne skabte så stort raseri i Danmark, at man indledte permanent krigsførelse, der resulterede i at hele England var dansk-erobret i 1013.
Det var fredag den 13. oktober 1307, at kong Philip 4. af Frankrig lod tempelriddere over hele landet arrestere. Han skyldte dem store beløb, og så ingen anden udvej til at blive af med sine kreditorer. Kongens påskud var rygter om, at tempelridderne var begyndt at dyrke hedenske afguder fra Mellemøsten. Ved tortur fik han de tilståelser, han behøvede, for at få tempelriddere i stort antal dømt for kætteri og efterfølgende brændt på bålet.  Datoen 13. oktober var ifølge den julianske kalender og ikke efter vores kalendersystem, som ville være den 22. oktober i stedet for.
Arnold Schönberg var meget overtroisk og frygtede årstallet 1913, som også fik Gabriele d'Annunzio til at datere en bog med "1912 + 1". I Schönbergs værker findes 13 ikke som takt, knapt nok som sidetal. Han holdt sig til tolvtonemusikken også af frygt for det, der kommer efter. Da han opdagede, at titlen på hans opera Moses und Aaron var på 13 bogstaver, omdøbte han den til Moses und Aron - som den er blevet heddende. Hele sit liv frygtede Schönberg at dø på en fredag 13., hvad han vitterligt kom til at gøre. 
I Disney-studiets oprindelige Freaky Friday (1976) er det dagen, hvor mor og datter bytter krop.